# Canton d'Aurignac
Le canton d'Aurignac est une ancienne division administrative française, située dans le département de la Haute-Garonne et la région Midi-Pyrénées.

## Composition
Le canton d'Aurignac regroupait les 19 communes suivantes et comptait 4 260 habitants (population municipale) au 1er janvier 2010,.
| Nom                      | Code Insee | Codepostal | Superficie (km2) | Population (dernière pop. légale) | Densité (hab./km2) |
| ------------------------ | ---------- | ---------- | ---------------- | --------------------------------- | ------------------ |
| Aurignac (chef-lieu)     | 31028      | 31420      | 17,95            | 1 174 (2012)                      | 65                 |
| Alan                     | 31005      | 31420      | 11,29            | 316 (2012)                        | 28                 |
| Aulon                    | 31023      | 31420      | 14,90            | 364 (2012)                        | 24                 |
| Bachas                   | 31039      | 31420      | 2,62             | 58 (2012)                         | 22                 |
| Benque                   | 31063      | 31420      | 11,30            | 164 (2012)                        | 15                 |
| Boussan                  | 31083      | 31420      | 12,45            | 230 (2012)                        | 18                 |
| Bouzin                   | 31086      | 31420      | 4,27             | 85 (2012)                         | 20                 |
| Cassagnabère-Tournas     | 31109      | 31420      | 25,24            | 455 (2012)                        | 18                 |
| Cazeneuve-Montaut        | 31134      | 31420      | 4,59             | 71 (2012)                         | 15                 |
| Eoux                     | 31168      | 31420      | 9,17             | 123 (2012)                        | 13                 |
| Esparron                 | 31172      | 31420      | 5,53             | 66 (2012)                         | 12                 |
| Latoue                   | 31278      | 31800      | 17,62            | 329 (2012)                        | 19                 |
| Montoulieu-Saint-Bernard | 31386      | 31420      | 4,83             | 194 (2012)                        | 40                 |
| Peyrissas                | 31414      | 31420      | 7,82             | 85 (2012)                         | 11                 |
| Peyrouzet                | 31415      | 31420      | 4,88             | 93 (2012)                         | 19                 |
| Saint-André              | 31468      | 31420      | 18,69            | 216 (2012)                        | 12                 |
| Saint-Élix-Séglan        | 31477      | 31420      | 2,86             | 44 (2012)                         | 15                 |
| Samouillan               | 31529      | 31420      | 5,33             | 127 (2012)                        | 24                 |
| Terrebasse               | 31552      | 31420      | 9,56             | 140 (2012)                        | 15                 |

## Démographie
| 1962  | 1968  | 1975  | 1982  | 1990  | 1999  | 2006  | 2011  | 2012  |
| ----- | ----- | ----- | ----- | ----- | ----- | ----- | ----- | ----- |
| 5 299 | 4 598 | 4 158 | 4 024 | 3 906 | 3 768 | 4 018 | 4 300 | 4 334 |

## Administration

### Conseillers généraux de 1833 à 2015
| Période | Période          | Identité                                   | Étiquette    | Qualité                                                                                     |
| ------- | ---------------- | ------------------------------------------ | ------------ | ------------------------------------------------------------------------------------------- |
| 1833    | 1854             | François Dabeaux dit Dabeaux de Rieutort   | Droite       | Avocat à Saint-Gaudens Député 1848-1851 et 1861-1864) Maître des requêtes au Conseil d'État |
| 1854    | 1861             | Lucien Amiel                               |              | Président du Tribunal de commerce de Saint-Gaudens                                          |
| 1861    | 1865             | Julien Laudet                              |              | Ancien attaché au Ministère de l'Intérieur Maire de Boussan                                 |
| 1865    | 1877 (démission) | Charles de Seignan de Sère                 |              | Ancien capitaine d'infanterie Propriétaire du château d'Escalaret Maire d'Aurignac          |
| 1877    | 1880             | Baron d'Encausse de Labatut                | Droite       | Propriétaire à Eoux                                                                         |
| 1880    | 1898             | Alphonse Dispan de Floran                  | Républicain  | Avocat puis magistrat, maire de Latoue                                                      |
| 1898    | 1921 (décès)     | Louis Azéma                                | Rad.         | Docteur-médecin, maire d'Aurignac                                                           |
| 1921    | 1928             | Lucien Labatut                             | SFIO         | Négociant Maire d'Aulon, conseiller d'arrondissement, député (1924-1928)                    |
| 1928    | 1938 (décès)     | Mathieu Audibert de Montalègre (1872-1938) | Rad.         | Médecin à Toulouse                                                                          |
| 1938    | 1940             | Marie Antoine Gaspard Armand Caubet        | Rad.         | Médecin Maire de Cassagnabère                                                               |
|         |                  |                                            |              |                                                                                             |
| 1943    | 1945             | Pascal Artigues                            |              | Maire de Saint-André Nommé conseiller départemental en 1943                                 |
|         |                  |                                            |              |                                                                                             |
| 1945    | 1973             | André Servat                               | SFIO puis PS | Pharmacien Maire d'Aurignac                                                                 |
| 1973    | 1979             | Yves Monard (1934-1996)                    | PS           | Médecin à Aurignac                                                                          |
| 1979    | 2006 (décès)     | Jacques Durrieu                            | PS           | Commerçant Maire de Boussan (1959-2001)                                                     |
| 2006    | 2015             | Patrick Boube                              | PCF          | Fonctionnaire Maire de Boussan depuis 2001                                                  |

### Conseillers d'arrondissement (de 1833 à 1940)
| Période                                  | Période      | Identité                         | Étiquette                | Qualité |
| ---------------------------------------- | ------------ | -------------------------------- | ------------------------ | --- |
| 1833                                     | 1848         | Jean Marie Amiel jeune           |                          | Maire d'Aulon                                                                                               |
|                                          |              |                                  |                          | |
| 1877                                     |              | Achille Goutelongue              |                          | Maire d'Alan                                                                                                |
|                                          |              |                                  |                          | |
| 1889                                     | 1901         | Armand Caubet                    | Républicain opportuniste | Médecin à Cassagnabère                                                                                      |
| 1901                                     |              | Édouard Brun                     | Radical                  | Maire d'Aulon                                                                                               |
| 1913                                     | 1921         | Lucien Labatut                   | SFIO                     | Négociant, maire d'Aulon                                                                                    |
| 1921                                     | 1939 (décès) | Jean-Eugène Gabarrot (1885-1939) | Radical                  | Maire d'Aurignac                                                                                            |
| 26 mars 1939                             | 1940         | André Richou (1901-1993)         | Radical                  | Contrôleur des contributions directes, Aurignac                                                             |
| 1940                                     |              |                                  |                          | Les conseils d'arrondissement ont été suspendus par la loi du 12 octobre 1940 et n'ont jamais été réactivés |
| Les données manquantes sont à compléter. |              |                                  |                          | |